# Western Washington University

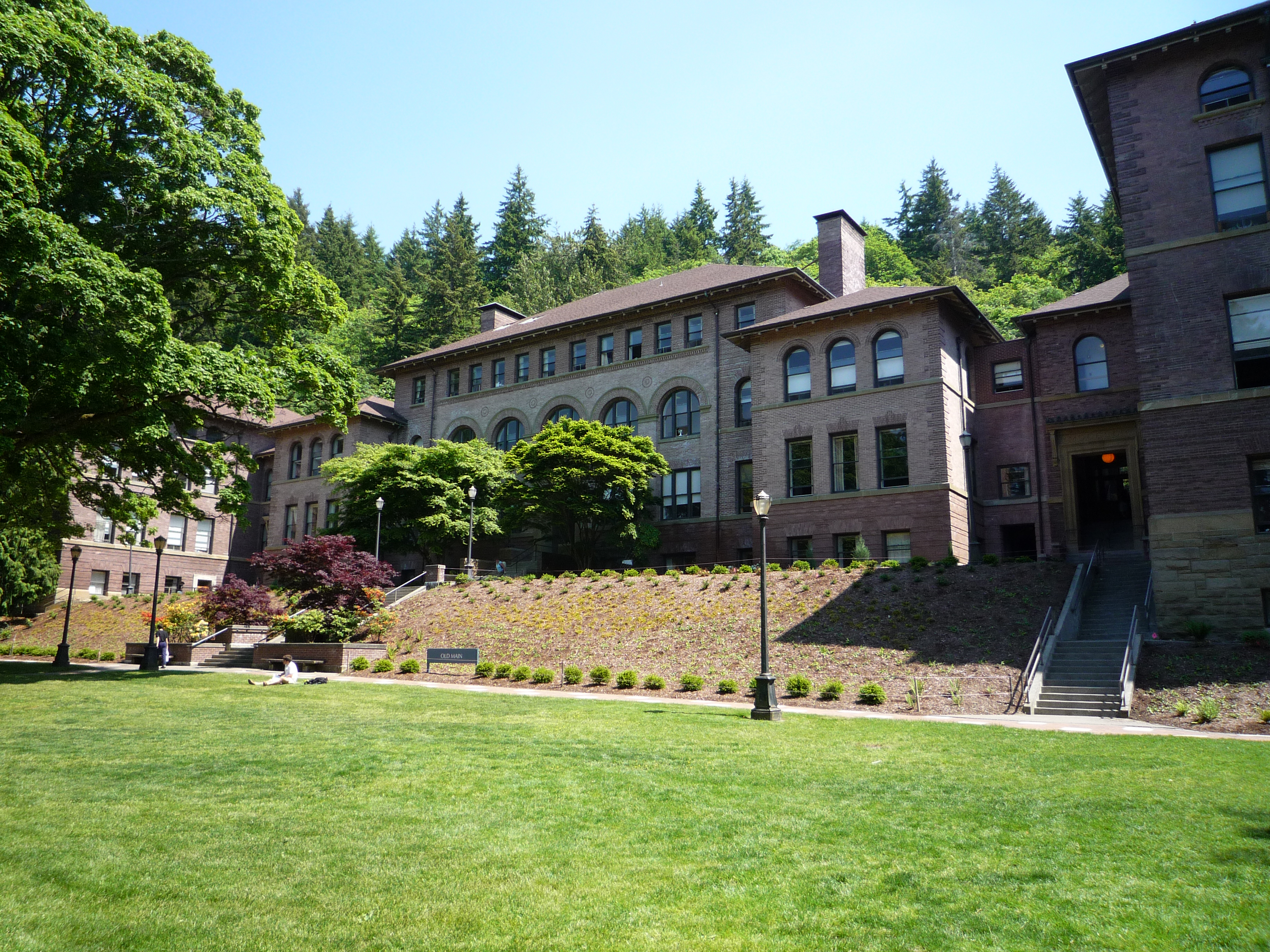
Old Main Building

L’Universita dello Stato di Washington occidentale (Western Washington University o WWU), soprannominata Dub-Dub U dai suoi studenti, è una grande università pubblica, con sede a Bellingham nello Stato di Washington (USA). È una delle più grandi università del nord-ovest degli Stati Uniti. Il suo nome originale era New Whatcom Normal School, poi diventato Western Washington State College ed infine Western Washington University. Venne fondata nel 1893 ed attualmente conta quasi 15.000 studenti. 
La mascotte è un guerriero vichingo (Victor E. Viking).